# Oued Djemaa
Oued Djemaa è un comune dell'Algeria, situato nella provincia di 'Ayn Defla.